# John Layfield
Pour les articles homonymes, voir JBL et Bradshaw.
John Charles Layfield, plus connu sous le nom de John « Bradshaw » Layfield ou JBL, est un joueur de football américain, un catcheur et un commentateur de catch américain né le 29 novembre 1966 à Sweetwater. Il travaille actuellement à la World Wrestling Entertainment.
Il est d'abord joueur de football américain chez les Riders de San Antonio (en), une franchise de la World League of American Football (WLAF) en 1991 où il joue au poste d'offensive tackle avant d'arrêter un an plus tard à la suite de nombreuses blessures.
Son personnage qui est celui d'un riche homme d'affaires américain, est largement basé sur les accomplissements de Layfield en dehors du ring. Layfield qui est comme un gourou du marché des titres, est aussi consultant sur FOX News après l'avoir été sur CNBC. Il a également écrit un livre sur les prévisions financières intitulé Have More Money Now. En plus d'être à la WWE, il est le présentateur d'un talk show de radio où il discute de ses points de vue conservateurs.

## Jeunesse et carrière de joueur de football américain
Après le lycée, Layfield étudie à l'Abilene Christian University où il fait partie de l'équipe de football américain.
Fin juillet 1990, il signe un contrat avec les Raiders de Los Angeles mais il ne reste pas dans l'équipe,. Un an plus tard, il rejoint la franchise de World League of American Football des Riders de San Antonio où il occupe le poste d'offensive tackle mais ne joue pas de la saison,. Il arrête sa carrière en 1992 à la suite de nombreuses blessures.

## Carrière de catcheur

### Débuts (1992-1995)
Layfield s'entraine pour devenir catcheur auprès de Brad Rheingans (en) dans le Minnesota. Il commence sa carrière de catcheur au Texas le 23 septembre 1992. Il lutte alors principalement à la Global Wrestling Federation (GWF) sous le nom de John Hawk. Il voyage aussi en Allemagne et en Autriche où il travaille pour la Catch Wrestling Association.

### World Wrestling Federation / World Wrestling Entertainment (1995-2009)

#### Débuts (1995-1998)
Après trois ans et demi de tournée sur le circuit indépendant dans des apparences oubliables, Layfield apparaissait pour la première fois à la World Wrestling Federation (WWF) en tant que Justin "Hawk" Bradshaw fin 1995. Sa gimmick de départ était celle d'un dur cow-boy/homme de montagne, similaire à celle de Stan Hansen. Après les victoires, il marquait ses adversaires avec le symbole "JB." Bien sûr, la marque était en encre plutôt que d'être enfoncée dans la chair. Managé par Uncle Zebekiah, le personnage disparaissait à la fin de l'année, n'étant peut-être remémoré pour une seule feud avec Savio Vega et un match avec Fatu qu'il remportait en huit secondes. Layfield faisait ensuite rapidement équipe avec son (storyline) cousin Barry Windham pour former "The New Blackjacks", avec les gimmicks traditionnels de "Blackjack", avec les moustaches étirées et les cheveux bruns.
Les blessures de Windham le forçait à se retirer en 1997, l'équipe était donc dissoute, et Layfield catchait occasionnellement à la TV comme un simple bagarreur appelé "Bradshaw", faisant parfois équipe avec des Texans comme Terry Funk.

#### APA (1998-2004)
Fin 1998, Bradshaw faisait équipe avec l'ancien Champion du Monde de la World Championship Wrestling (WCW) Faarooq, pour former une équipe puissante du nom de Hell's Henchmen, managé par le Jackal. Finalement le Jackal quittait la WWF, et Faarooq et Bradshaw se rejoignaient au nouveau Ministry of Darkness de The Undertaker sous le nom The Acolytes, aux côtés d'autres catcheurs. Le Ministry entrait en feud avec la Corporation. En tant que membre du Ministry, Bradshaw rivalisait avec Ken Shamrock. Le Ministry était battu par Stone Cold Steve Austin, et l'Undertaker prenait une pause, du coup les gimmicks sombres de Bradshaw et Faarooq étaient abandonnées.
Le duo tournait face pour devenir des fumeurs de cigare, et des bagarreurs écumants les bars. Avec leur jeans et t-shirts, Faarooq et Bradshaw devenaient les Acolytes Protection Agency (APA), tout droit inspiré de Pulp Fiction, avec la devise "Because we need the beer money". Le duo était souvent vu dans les coulisses des arenas avec une table de poker par exemple. En tant qu'équipe, ils remportaient les titres par équipe de la WWF à trois reprises. Bradshaw remportait aussi le WWF European Championship en octobre 2001.
Début 2002, Faarooq et Bradshaw se séparaient à la suite du WWE Draft. Maintenant à Raw, le personnage de Layfield était de plus en plus emphasé sur ses origines du Texas, ce qui importait le fait d'amener une cloche sur le ring. Il devenait aussi plusieurs fois WWE Hardcore Champion. Renommant ce titre Texas Hardcore Championship, il remportait cette ceinture à dix-huit reprises. C'était aussi pendant cette période que sa prise de finition Clothesline from Hell était brièvement renommée en Clothesline from Texas ou Clothesline from deep in the heart of Texas. Jim Ross faisait référence à ses noms durant ses commentaires, bien que finalement le nom revenait en Clothesline from Hell.
En septembre 2002, Layfield souffrait d'une blessure au biceps gauche lors d'un house show. Il était mis en hors d'action pour six mois jusqu'à ce qu'il retourne à la Ohio Valley Wrestling et ensuite quelques semaines plus tard dans le roster de la WWE. Il revenait lors d'une édition de SmackDown!, qui le voyait lui et son vieil ami Faarooq sauver l'Undertaker des mains de Chuck Palumbo et Johnny Stamboli. Layfield revenait avec une nouvelle apparence, ayant coupé ses cheveux longs qui n'était plus bruns, et rasé son visage. Après ça, lui et Faarooq entraient en course pour le WWE Tag Team Championship.

#### WWE Champion (2004-2005)
Bradshaw changeait sa gimmick en celle d'un personnage heel venu tout droit de Wall Street, habillé en costard avec un chapeau de cow-boy. Pour compléter son heel turn, il utilisait désormais le nom John "Bradshaw" Layfield, ou JBL. Comme en 2002, le nom de sa prise de finition changeait en Clothesline From Wall Street avant de redevenir Clothesline from Hell. Sa première promo était à la frontière entre le Texas et le Mexique, où il tentait d'intercepter des immigrants illégaux pour obtenir le "Great American Award", qui garantissait au vainqueur la position de challengeur numéro un pour le WWE Championship. Il remportait, et défiait immédiatement Eddie Guerrero pour le titre. La storyline menant à Judgment Day 2004 était que JBL causait une (kayfabe) attaque cardiaque à la mère d'Eddie lors d'un house show où il la menaçait et l'attrapait par le col. À Judgment Day, JBL battait Eddie Guerrero par disqualification dans un match pour le titre WWE. JBL remportait le WWE Championship de Guerrero de manière controversée lors du Great American Bash où la décision initiale de la victoire de Guerrero était renversée par le General Manager Kurt Angle, offrant le match et le titre à JBL, le ralenti montrant que l'épaule droite de JBL touchait l'ultime coin avant le bras gauche d'Eddie Guerrero. JBL remportait un rematch qui était un match en cage deux semaines plus tard, de nouveau avec l'aide d'Angle, ce dernier accourant et entrant dans la cage, cagoulé en retenant les jambes d'Eddie pour l'empêcher de sortir alors qu'il allait sortir de la cage, offrant ainsi à JBL la possibilité de sortir aisément et de conserver son titre. Quelques secondes après la fin de la rencontre, Kurt Angle était démasqué après l'acharnement d'Eddie pour dévisager son adversaire et lui retirer sa cagoule.
JBL remportait plusieurs squash matches dans les semaines suivantes. Après avoir affirmé qu'il ne défendrait pas son titre au SummerSlam, l'Undertaker défiait JBL pour le titre. Autour de cette époque, JBL engageait Orlando Jordan pour l'aider dans les matches de titre. JBL remportait le match par disqualification du deadman. Après le match, l'Undertaker fit un chokeslam à JBL à travers le toit de sa limousine blanche. JBL portait du bandage dans les semaines suivantes pour vendre ses « blessures ». Le General Manager Theodore Long a ensuite organisé un « Last Ride Match » pour le titre à No Mercy. JBL conservait le titre avec un peu d'aide d'Heidenreich.

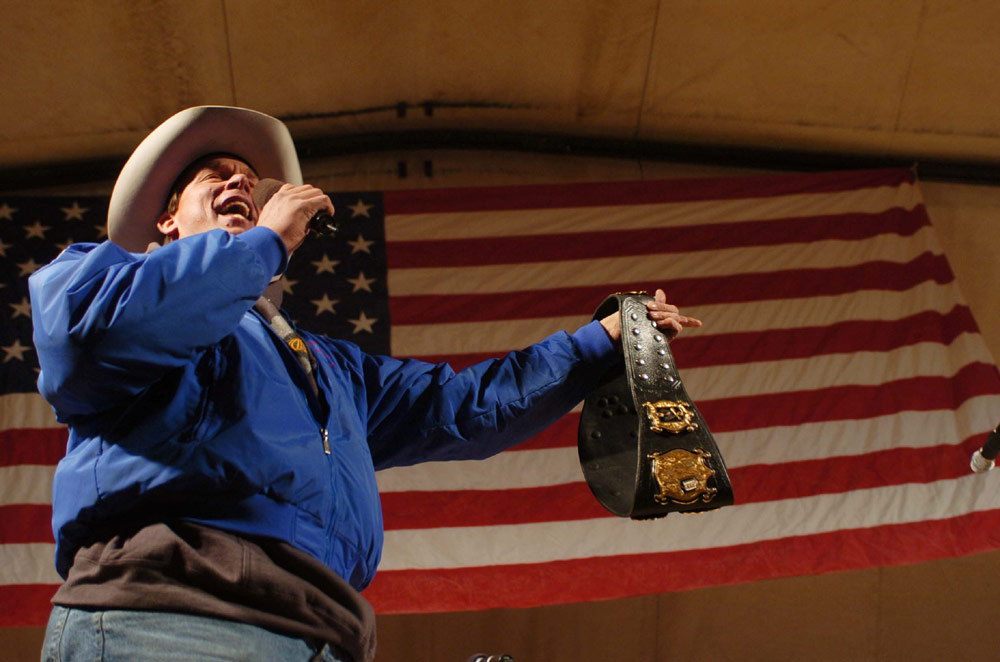
John "Bradshaw" Layfield, pendant son règne en tant que WWE Champion.

Bien que JBL conservait le titre pour de nombreux mois, la plupart de ses défenses de titre étaient gagnées de manière controversée. Aux Survivor Series 2004, JBL battait Booker T pour conserver son WWE Championship en ayant frappé Booker au visage avec la ceinture quand l'arbitre était à terre. JBL a aussi battu Eddie Guerrero, Booker T, et l'Undertaker dans un Fatal Four Way à Armageddon après une intervention de Heidenreich sur l'Undertaker, permettant à JBL de prendre l'avantage et de porter sur Booker le Clothesline From Hell pour décrocher la victoire.
Le personnage de « JBL » était tout d'abord assez proche des actions de J. R. Ewing, restant fidèle à cette attitude d'homme d'affaires (speeches de campagne, fêtes, etc., ce qui était en parallèle avec l'élection de 2004) mais ensuite il commençait à se référer en tant que « Wrestling God », comme lors de la vidéo à RAW montrée par le alors Champion du Monde Triple H. Ce segment de RAW où Triple H se montrait pas du tout impressionné par JBL est un parfait exemple des rares occasions dans le catch, quand un heel s'exprime hostilement contre un autre heel dans la même fédération sans que l'un ou l'autre ne devienne face par la suite.
Pendant sa période en tant que champion de la WWE, JBL employait un « staff » qui travaillait pour lui. Le clan était nommé The Cabinet. Au départ, le clan contenait Orlando Jordan, qui était le « Chief-of-Staff » de JBL. Doug et Danny Basham étaient ses « Co-Secretaries of Defense » jusqu'à ce qu'ils « abandonnent » le Cabinet le 16 juin 2005 à SmackDown! Amy Weber était aussi un membre, étant la consultante en image de JBL, mais quittait plus tard la WWE à la suite de harcèlement. La WWE expliquait l'absence de Weber en disant que JBL l'a « virée » après une édition de SmackDown! enregistré au Japon. Lors de ce show, Weber tirait accidentellement sur JBL avec un pistolet tranquillisant. Jordan est le seul membre qui n'a pas annoncé son départ du groupe, mais la mention du terme de Cabinet était abandonné après le SummerSlam 2005 et Orlando était renvoyé de la WWE en mai 2006.
La chance de JBL continuait début 2005, et au Royal Rumble, il remportait un Triple Threat Match contre le Big Show et Kurt Angle quand il effectuait le tombé sur Angle après la Clothesline From Hell. Il sortait de nouveau vainqueur du tout premier Barbed-Wire Steel Cage Match de la WWE à No Way Out contre le Big Show. JBL remportait le match quand Big Show lui porta un chokeslam du haut de la troisième corde du ring. JBL a transpercé le ring est s'est retrouvé en dessous. Il ne lui resta plus qu'à ramper jusqu'à l'extérieur, mais les vidéos montraient The Big Show réussissant à sortir par la porte. Le public ne voyant pas JBL sortir de sous le ring, cette victoire fut plus controversée que les autres. Il remporta donc le match en s'échappant. Lors de l'édition suivante de SmackDown!, JBL avait sa "Celebration of Excellence" dans laquelle lui et son Cabinet célébrait le fait qu'il était celui qui détenait le titre de la WWE le plus longtemps en dix ans (depuis Diesel), une fête qui était gâchée et ruinée par le tout fraichement nouveau challengeur numéro un John Cena.

#### Rivalités avec John Cena et Batista (2005-2006)
JBL perdait le WWE Championship contre John Cena à WrestleMania 21. Son règne de neuf mois a été annoncé comme le plus long de la décennie, durant 280 jours. JBL battait Big Show, Booker T, et Kurt Angle dans un four-way elimination match pour obtenir un match revanche, mais il perdait de nouveau contre Cena à Judgment Day dans un saignant "I Quit" match. Il était la cible des moqueries de Cena et d'autres catcheurs dans les mois suivants pour avoir dit "I Quit". Cena l'appelait même l'abandonneur le plus célèbre de l'histoire de la WWE.
Layfield et Batista se rencontrèrent ensuite dans un match au Great American Bash le 24 juillet 2005 pour le World Heavyweight Championship. JBL remportait le match par disqualification. Au SummerSlam, Batista et John Cena battirent respectivement JBL et Chris Jericho.
John Cena égalera le record de Layfield en tant que champion de la WWE, c'est-à-dire 280 jours.
JBL perdait un autre match face à Batista le 9 septembre 2005 lors d'une édition de SmackDown dans un Texas Bullrope Match (le même match où JBL a gagné le titre WWE).
Le 16 septembre 2005 à SmackDown!, JBL perdait contre Rey Mysterio et engageait Jillian Hall pour "reprendre en main" sa carrière. À No Mercy 2005, JBL battait Mysterio. JBL faisait ensuite équipe avec Rey Mysterio dans la rivalité SmackDown! contre RAW face à Chris Masters et Edge. Il faisait partie de la liste des superstars qui étaient retenues pour le vote des fans et affronter Edge et Masters à Taboo Tuesday 2005. Il n'était pas choisi, mais il battait plus tard Chris Benoit le 10 novembre 2005 avec l'aide de Booker T pour devenir un membre de la "Team Smackdown!"  et ainsi affronter la "Team RAW" aux Survivor Series 2005. JBL restait longtemps pendant le Survivor Series match, et peut même être crédité pour avoir contribué à la victoire de Smackdown! en distrayant Shawn Michaels avec une chaise, permettant à Randy Orton de lui porter le RKO. À SmackDown! en décembre, il aidait Booker T à battre Matt Hardy. Il battait plus tard Matt Hardy à Armageddon 2005. Il est apparu au "Tribute to the Troops" comme le "Bad Santa", il perdait contre le "Good Santa" Mick Foley.

#### United States Champion et blessure (2006)
Le 24 février 2006 à SmackDown!, il se blessa à une main face à Chris Benoit dans un six men tag team match, et WWE.com annonçait qu'il a de suite subi une opération avec succès. Layfield avait en fait une opération pour retirer un kyste non cancérigène.
Layfield revenait et rivalisait avec Chris Benoit, le battant pour son WWE United States Championship à WrestleMania 22. Pendant ce temps, Jillian Hall restait aux côtés de JBL jusqu'au 21 avril 2006 lors d'une édition de SmackDown! où JBL virait Hall, à cause de son inhabilité à l'aider à défendre son titre lors d'un match revanche en cage JBL/Benoit la semaine précédente (match que JBL a pu remporter) en plus de son incapacité à organise une fête "appropriée" pour lui.
JBL, alors qu'il restait champion US, entrait en compétition pour le World Heavyweight Championship. JBL essayait alors d'affaiblir le champion Rey Mysterio dans les semaines précédentes à leur affrontement, Mysterio affrontant n'importe lequel adversaire au choix de JBL. Mysterio était battu par Mark Henry et était squashé par The Great Khali dans des matches ne comptant pas pour le titre avant d'affronter la superstar de RAW Kane dans un match qui se terminait en match nul.  Cependant, Mysterio conservait son titre à Judgment Day en utilisant le Frog Splash pour battre le champion US JBL.
Le 26 mai 2006 à SmackDown!, JBL perdait le titre US contre Bobby Lashley. Il perdait aussi une nouvelle chance au titre de Rey Mysterio, disant avant qu'il quitterait SmackDown! s'il perdait ce match. Quand il perdait, la foule dans l'arena commençait à chanter « Na Na, Hey Hey, Goodbye ». Il était reporté que JBL commençait à s'attaquer verbalement aux fans alors qu'il restait sur le ring. Cependant, JBL disait qu'il n'avait pas signé de contrat spécial pour ce match avec Teddy Long et qu'il n'avait pas l'intention de quitter SmackDown. Cet angle était utilisé pour donner du repos à JBL à la suite d'une  blessure au dos.

#### Commentateur (2006-2007)
À One Night Stand 2006, Layfield annonçait qu'il prenait la place de Tazz en tant que commentateur consultant à SmackDown!. Il faisait ses débuts en tant que commentateur réel le 16 juin 2006 à SmackDown!.
Layfield affirmait dans un récent commentaire sur le site TheStreet.com qu'il se retirait du ring pour de bon. Dans sa dernière colonne sur le site, JBL a écrit, "Je suis aussi arrivé à croire que l'on peut pas se battre contre le temps. Un dos brisé à la suite d'un match en Angleterre, compliqué par un disque défectueux, m'a fait finalement réalisé que ma carrière en tant que catcheur était terminée. J'ai depuis migré vers la position de commentateur consultant comme Jesse Ventura l'a fait avant moi."
Dans un article sur WWE.com, Layfield mettait fin aux rumeurs qui annonçaient son départ de la WWE en octobre 2006. Alors que Layfield admettait avoir donné une note à la WWE, il disait qu'il l'a fait parce qu'il était brisé de ne pas pouvoir catcher, et non parce qu'il voulait quitter le monde du catch. Il a depuis signé un nouveau contrat.
JBL retournait sur le ring le 13 novembre 2006, dans le main-event d'un house show de la WWE à Dublin en Irlande. JBL faisait équipe avec Mr. Kennedy et King Booker, contre Kane, The Undertaker, et Batista. Le 22 décembre 2006 à SmackDown!, JBL faisait une promo où il s'en prenait à Theodore Long mais aussi aux fans pour avoir encouragé durant l'Inferno Match de Armageddon 5 jours plus tôt ("Rome n'est pas tombé à cause des gladiateurs sur le ring. Rome est tombé à cause des spectateurs autour.")
Dans son blog du 5 février 2007 sur WWE.com, Layfield annonçait qu'il envisageait d'entrer dans la politique dans son État du Texas.
Il était annoncé le 12 octobre 2007 à Smackdown! que Layfield est l'une des options pour les fans dans le vote pour choisir à Cyber Sunday l'arbitre pour le match entre Batista et The Undertaker pour le World Heavyweight Championship.
Le 3 décembre 2007, il réalise un face turn. En effet, en reformant avec son compère Ron Simmons l'alliance APA, il permet à Hornswoggle de remporter son Handicap Match contre Carlito et Jonathan Coachman.

#### Diverses rivalités (2007-2009)
Le 16 décembre, à Armageddon 2007, alors que Chris Jericho portait son fameux "Walls of Jericho" il intervient en lui donnant un coup de pied sur la tête car ce dernier lui était tombé dessus lors du match, ce qui disqualifie Y2J pour le WWE Championship.
Le lendemain, il se présente à RAW, et manifeste son envie de revenir à la lutte, notamment en scénarisant sa rentrée, et par ses propos ; ce retour est confirmé notamment, le 31 décembre 2007, ce qui marque son retour sur les rings. Ce retour marque la continuation de la feud commencé au dernier PPV à Armageddon 2007. Son discours de retour sera interrompu par Chris Jericho.
Le 27 janvier, au Royal Rumble, JBL défait Y2J par disqualification après que ce dernier le frappe avec une chaise. Après la fin du match, nous aurons droit à un total Street Fight Match. Chris Jericho étrangle JBL avec les cordes des fils télés (vengeance de Chris par rapport à ce que lui avait fait JBL deux semaines auparavant le PPV). Y2J est alors arrêté dans son élan par les officiels.
Le 28 janvier, William Regal annonce les figurants au match Elimination Chamber au PPV No Way Out 2008 et JBL en fait partie ainsi que son rival actuel, Chris Jericho. Plus tard dans la soirée, JBL et Randy Orton gagnent leur match à RAW contre Jeff Hardy et Chris Jericho. Alors que JBL était en proie au Walls of Jericho, Randy Orton porte son RKO sur Chris Jericho qui couvre alors JBL. Le 17 février, il fait partie de l'élimination chamber où il fait face à Chris Jericho, Umaga, Jeff Hardy, Triple H et Shawn Michaels mais ne le gagne pas.
Le 30 mars, il a un Belfast Brawl Match contre Finlay à WrestleMania XXIV. Il gagne ce match. Le 31 mars, à Monday Night RAW, il annonce à Randy Orton qu'il pose sa candidature pour devenir #1 Contender au WWE Championship que détient Randy Orton depuis le 7 octobre, à No Mercy 2007. Le 27 avril, à Backlash, il sera dans le Fatal Four Way Elimination Match pour le WWE Championship face à Triple H, John Cena et le champion actuel Randy Orton. À Backlash il perd le Fatal Four Way Elimination, c'est finalement Triple H qui l'emporte. À Judgment Day, il perd contre John Cena.
À One Night Stand, il perd contre John Cena dans un First Blood Match après qu'il eut saigné de la bouche à la suite d'un étranglement de Cena avec une chaîne. Le 2 juin, à Monday Night Raw, il perd face à Chris Jericho pour le titre de Intercontinal Championship par disqualification en voulant utiliser une chaise. Le 30 juin à Monday Night Raw, il affronte CM Punk, nouveau World Heavyweight Champion, il perd le match après un instant d'inattention face à l'arrivée de John Cena et de Cryme Tyme permettant ainsi à CM Punk de conserver son titre de Champion du monde poids lourd. Il participe à un Fatal Four Way match contre Batista, John Cena et Kane pour être le challengeur pour le titre de World Heavyweight Champion contre CM Punk au The Great American Bash. Mais il se fera envoyé dans le public par Kane et c'est finalement Batista qui remportera le match.
Au Great American Bash, JBL défait John Cena le mit dans une voiture qu'il brûla mais la sécurité intervient et arrêta l'incendie.
Le 4 août, il est devenu le challengeur numéro 1 pour le titre de World Heavyweight Champion. Mais il perd son match SummerSlam 2008 contre CM Punk. À Unforgiven, il participe à un Scramble match de 20 minutes pour le World Heavyweight Championship, avec comme adversaires Rey Mysterio, Batista, Kane et le champion CM Punk. Il ne remporte pas le World Heavyweight Championship car Chris Jericho gagne le titre par opportunisme en faisant le tombé sur Kane.
À WWE No Mercy 2008, il affronte Batista pour devenir le n°1 contender pour le World Heavyweight Champion. Il perd la rencontre. À Armageddon, le 14 décembre, il annonce que Shawn Michaels est son nouvel employé.
Au Monday Night Raw du 29 décembre il bat Shawn Michaels, Chris Jericho et Randy Orton dans un Fatal-4-Way match elimination match. Il affronte donc John Cena au Royal Rumble 2009 mais ne remporte pas le World Heavyweight Championship.

#### Retraite (2009)
Lors de WWE No Way Out 2009, il affronte Shawn Michaels. Si JBL gagne, Shawn Michaels devra travailler pour lui jusqu'à la fin de sa vie, tandis que si Shawn Michaels gagne, JBL sera obligé de lui verser une grosse somme d'argent. Lors de No Way Out 2009 il perd face à Shawn Michaels. Le lendemain, à RAW, JBL discute avec Shawn Michaels, et les deux veulent affronter l'Undertaker à Wrestlemania, alors HBK propose un match la semaine prochaine et le gagnant affrontera Undertaker à Wrestlemania XXV. JBL accepte, il affronte donc Shawn Michaels le 23 février à RAW et le gagnant affrontera Vladimir Kozlov pour le droit du match contre The Undertaker. Finalement, lors du RAW du 23 février, Shawn Michaels bat JBL.
Lors du RAW du 9 mars, il bat CM Punk et remporte le Intercontinental Championship et il perdra ce titre dans un temps record, 21 secondes, face à Rey Mysterio lors de la WrestleMania XXV, le 5 avril 2009.
Dans la foulée, il annonce qu'il prend sa retraite des rings en disant : « I quit! ».
Il fait actuellement partie du roster de WWE Alumni. En avril  2009, après la retraite de Layfield et le départ de WWE, le propriétaire d'OVW Danny Davis a annoncé dans un communiqué de presse que Layfield devait devenir un commentateur et un hôte pour le parvenu la promotion de MMA et la Ligue de Lutte de Vyper affiliée d'OVW, que Layfield sponsorise aussi avec l'Énergie de Layfield. Il démolit cinq jobbers avant de se faire mettre à terre par un catcheur déguisé en Bill Goldberg.

### Vyper Fight League (2009)
En avril 2009, après la retraite de Layfield et son départ de la WWE, le propriétaire de la OVW Danny Davis a annoncé dans un communiqué de presse que Layfield devient un commentateur et animateur pour le up-star de la promotion de MMA et la société affiliée OVW Vyper Fight League, qui Layfield parraine également avec Layfield Energy.

### Apparitions occasionnelles (2011-2012)
Lors du Raw du 7 mars 2011, John Layfield a été annoncé comme arbitre spécial à WrestleMania XXVII pour le match entre Jerry Lawler et Michael Cole, et fait son entrée sur le ring pour signer le contrat de ce match. Cependant, Stone Cold Steve Austin, qui a lui aussi effectué un retour spécial lors de ce show, intervient et administre un Stone Cold Stunner sur JBL et signe le contrat du match à sa place. Après cela, Steve Austin porte un deuxième Stone Cold Stunner sur JBL. Au Hall of Fame 2012, il introduit Ron Simmons. Lors du 1000e épisode de Raw, JBL fut aux côtés de Lita, Ron Simmons,Rikishi,Vader et d'autres légendes du catch et fait au même moment un Face Turn.
Lors de Night of Champions 2012 ainsi qu'au Raw suivant, JBL remplace Jerry Lawler en tant que commentateur. Lors du Raw du 2 octobre, Jim Ross prend sa place.

### Retour à la World Wrestling Entertainment (2012-...)

#### Commentateur à RAW et à Smackdown (2012-2017)
JBL devient commentateur à RAW et à Smackdown en 2012. En Septembre 2017, il annonce qu il ne commentera plus a Smackdown et a RAW. Mais il reste actif a la WWE

#### Manager Général de NXT (2013-2014)
Le 25 septembre 2013, il remplace Dusty Rhodes au poste de Manager Général de NXT. Il a été remplacé par William Regal le 31 juillet à NXT.

#### WWE Hall of Famer(2020)
JBL rejoint le WWE Hall Of Fame lors de WrestleMania XXXVII dans la classe de 2020

#### Manager de Baron Corbin(2022-2023)
Le 17 octobre à Raw, il accompagne Baron Corbin qui a effectué son retour le soir même,  et forme officiellement une alliance avec ce dernier. Il devient son manager et le qualifie de Modern-Day Wrestling God (en référence a l'ancienne gimmick de JBL).
À la suite d'une énième défaite, JBL se désolidarise de  Baron Corbin lors de l'épisode de  RAW du 6 février.

## Palmarès
- Catch Wrestling Association

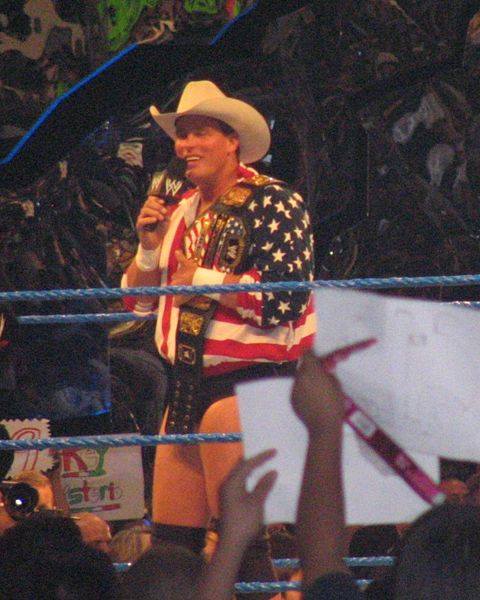
JBL en tant que Champion des États-Unis de la WWE en 2006.

  - 2 fois Champion du Monde par équipes de la CWA avec Fit Finlay (1) et Cannonball Grizzly (1)

- Global Wrestling Federation
  - 2 fois Champion par équipes de la GWF avec Bobby Duncum, Jr. (1) et Black Bart (1)[10]

- Memphis Championship Wrestling
  - 1 fois Champion par équipes de la MCW avec Faarooq[11]

- NWA Texas
  - 1 fois NWA North American Heavyweight Champion

- Ohio Valley Wrestling
  - 1 fois Champion par équipes de la OVW avec Faarooq[12]

- World Wrestling Entertainment
  - 1 fois Champion de la WWE
  - 1 fois Champion Intercontinental
  - 1 fois Champion des États-Unis
  - 1 fois Champion Européen
  - 17 fois Champion Hardcore[13]
  - 3 fois Champion du Monde par équipes de la WWE avec Faarooq[14]
  - Invaincu au The Great American Bash (3-0)
  - 20e WWE Triple Crown Champion
  - 10e WWE Grand Slam Champion
  - WWE Hall of Fame (2020)

- Wrestling Observer Newsletter
  - Best Gimmick award en 2004

- Autres titres
  - 1 fois All-American, Div II NCAA at Abilene Christian University
  - 1 fois Korean Wrestling Champion

## Récompenses de magazines
- Pro Wrestling Illustrated

| Année | 1993 | 1994 | 1995 | 1996 | 1997 | 1998 | 1999 | 2000 | 2001 | 2002 | 2003       | 2004 | 2005 | 2006 | 2007       | 2008 |
| ----- | ---- | ---- | ---- | ---- | ---- | ---- | ---- | ---- | ---- | ---- | ---------- | ---- | ---- | ---- | ---------- | ---- |
| Rang  | 301  | 210  | 327  | 150  | 173  | 102  | 78   | 87   | 45   | 36   | Non classé | 15   | 5    | 64   | Non classé | 40   |